# Strada Baia de Fier
Strada Baia de Fier este situată în centrul istoric al municipiului București, în sectorul 3.  

## Descriere
Strada este orientată de la sud-vest spre nord-est și se desfășoară pe o lungime de 100 de metri între străzile Bărăției și Sfânta Vineri.

## Monumente istorice și clădiri
Ansamblul de arhitectură „Strada Baia de Fier” este înscris pe Lista monumentelor istorice 2010 - Municipiul București - la nr. crt. 331, cod LMI B-II-a-B-18056. Sunt înscrise pe lista monumentelor și casele de la numerele 1A, 3, 4, 5, 6 și 8 și imobilul de la nr. 10.

## Legături externe
- Strada Baia de Fier pe hartă, www.openstreetmap.org
- Strada Baia de Fier la Flickr.com
- Strada Baia de Fier la Google maps - street view